# Armistice du 15 décembre 1917

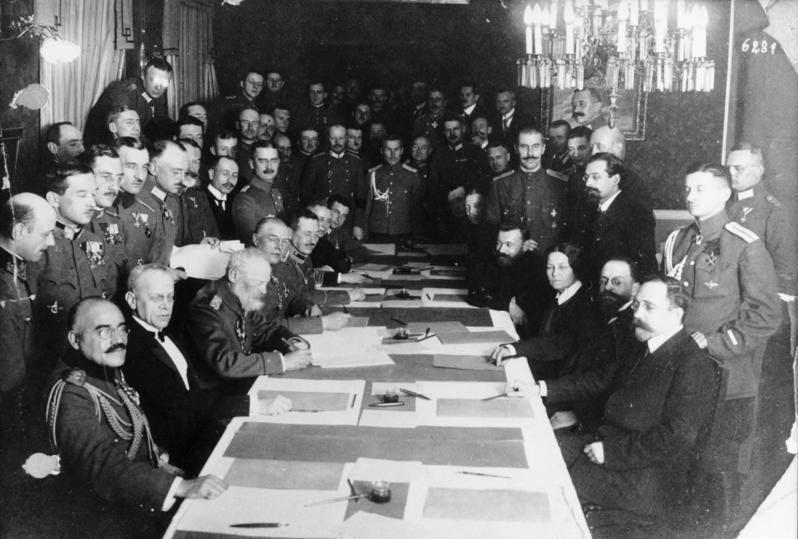
Signature de l'armistice germano-russe du 15 décembre 1917 guerre mondiale, avec à gauche le commandant des opérations du front de l'Est, le prince Léopold de Bavière, et à droite la délégation bolchévique (Adolf Joffé, Leo Kamenev et A. Bitsenko, selon la légende de la photo conservée par les archives fédérales allemandes).

L'armistice du 15 décembre 1917 est une suspension d'armes entre les Puissances centrales et le pouvoir russe issu de la révolution d'Octobre. Négocié entre les représentants de la Russie soviétique et ceux de la quadruplice, il est signé le 5 décembre 1917 et doit prendre effet dix jours tard, le 15 décembre 1917, pour une durée de deux mois. S'ouvrent alors des pourparlers de paix entre les puissances centrales, représentées par leur ministre respectif des affaires étrangères, et le pouvoir bolchevik, représenté dans un premier temps par Adolf Joffé, puis dans un second temps par Léon Trotski. Devant l'intransigeance allemande, les représentants bolcheviks se retirent des négociations. Dans ces conditions, l'armistice, dont la durée était prévue de deux mois, n'est pas prolongé, et dès le 17 février 1918, les unités allemandes, austro-hongroises et ottomanes reprennent leur avance à l'intérieur du territoire russe, obligeant ainsi le pouvoir bolchevik à signer le 3 mars 1918 le traité de Brest-Litovsk.

## Contexte

### Le front de l'Est à la fin de l'année 1917
À partir de la fin de l'été 1917, les armées russes se montrent totalement incapables de la moindre action offensive contre les puissances centrales, l'offensive russe lancée en juillet avait montré le manque de combativité des unités engagées, en dépit des succès initiaux remportés face aux troupes austro-hongroises. Son échec, ainsi que la contre-offensive germano-austro-hongroise qui reconquiert le terrain conquis en juillet, achève de briser le moral des unités russes, tandis que le mécontentement croît à Petrograd et dans toute la Russie,.
Ensuite, l'échec de l'offensive de juillet accélère l'effritement du front russe, miné par les désertions en masse des soldats russes, par un phénomène massif d'insubordination et par une intense propagande bolchevik : les soldats refusent non seulement de tenir les lignes, mais aussi d'obéir aux ordres de leurs officiers et du gouvernement provisoire, tandis que la diffusion de la propagande pacifiste, libérée par les lois sur la presse rapidement votées après la révolution de Février, se développe tous les jours davantage.
Enfin, en novembre 1917, les Roumains, incapables de résister seuls aux puissances centrales, signent un armistice avec celles-ci le 8 décembre.

### Les bolcheviks au pouvoir
Le nouveau pouvoir issu de la révolution d'Octobre publie son fameux « décret sur la paix » le 26 octobre 1917 selon le calendrier julien ou 8 novembre, selon le calendrier gégrorien, après la prise du pouvoir par les bolcheviks. Puis, le 21 novembre (selon le calendrier grégorien) , après avoir consolidé son pouvoir, le gouvernement bolchevik décide de rendre publique la politique étrangère qu'il compte mener. 
Cependant, dès le 7 novembre, Lénine avait adressé aux puissances engagées dans le conflit le radiogramme « appel à tous », proposant une « paix blanche », garantissant le droit des peuples à disposer d'eux-mêmes,. 
Le conseil des commissaires du peuple de la nouvelle République précise l'objectif de la politique étrangère bolchevique : recherche de la paix générale sans annexions ni indemnités. Les Alliés, se voyant bientôt privés de l'appui russe, réagissent par la plume de Clemenceau qui, le 25 novembre, fait parvenir une note au commandant en chef de l'armée russe, Nikolaï Doukhonine, lui rappelant le pacte du 5 septembre 1914, mais Doukhonine est limogé et remplacé par Nikolaï Krylenko, bolchevik nommé par le gouvernement provisoire, qui demande au commandement germano-austro-hongrois l'ouverture de négociations en vue d'un armistice entre la Russie et les puissances centrales dès le 26 novembre 1917 ; une fois le principe accepté par les représentants des puissances centrales, Krylenko fait publier un ordre du jour aux troupes russes dans lequel il ordonne un cessez-le-feu immédiat, à moins qu'elles se fassent attaquer, ainsi que l'arrêt des opérations offensives contre les troupes allemandes et austro-hongroises.

## Pourparlers d'armistice
Soulagées de ne plus avoir à combattre sur deux fronts, les puissances centrales répondent favorablement aux demandes de suspension des hostilités des bolcheviks, mais en profitent pour exiger des avantages territoriaux. 

### Les puissances centrales face au nouveau pouvoir russe
En dépit de leurs doutes sur la pérennité du pouvoir bolchevik, les responsables politiques et militaires des puissances centrales souhaitent profiter de la situation : ainsi, faute de pouvoir avancer jusqu'à Petrograd et connaissant la « dette stratégique » des bolcheviks envers l'Allemagne, Erich Ludendorff est l'un des premiers à s'appuyer sur les bolcheviks pour obtenir la paix à l'Est, après en avoir conféré avec Max Hoffmann, son ancien adjoint, lui aussi partisan d'un accord. 
Depuis la fin de l'année 1914, le Reich et la double monarchie tentaient sans succès d'obtenir de la Russie, d'abord impériale, puis républicaine, une cessation des hostilités. Aussitôt formulée la demande des bolcheviks, les responsables politiques et économiques du Reich multiplient à partir du 21 novembre 1917 les échanges avec les révolutionnaires russes afin de préciser la position allemande : Karl Helfferich, ancien secrétaire d'État aux affaires étrangères, se voit ainsi chargé de superviser la position allemande dans les domaines économiques, définissant une politique dans ce domaine acceptable aux yeux de l'ensemble des acteurs économiques du Reich.

### Négociations
Les bolcheviks se rapprochent dans un premier temps des Alliés, afin de connaître leurs intentions relatives à la cessation des hostilités : la réponse de Clemenceau est la note du 25 novembre 1917, rappelant aux Russes le pacte du 5 septembre 1914. 
Après l'acceptation définitive par les puissances centrales des offres de paix russes, les négociations sont ouvertes à partir du 2 décembre. Menées rapidement, elles aboutissent dix jours plus tard, le 13 décembre. 
Ainsi, le 3 décembre, les négociateurs soviétiques d'une part, les représentants des puissances centrales de l'autre, ouvrent des pourparlers en vue de la conclusion d'un armistice. 
Face aux militaires allemands, sont envoyés deux membres importants du parti bolchevik, Lev Kamenev et Adolf Joffé, assistés de quelques militaires ralliés au nouveau régime comme les représentants d'Alexandre Miasnikian.

### Clauses de l'armistice
À l'issue de rapides discussions, les clauses sont définitivement approuvées par les puissances centrales et les représentants soviétiques : d'un point de vue militaire, les négociateurs du Reich et de ses alliés obtiennent l'arrêt des transferts d'unités russes le long de la ligne de front. En revanche, les unités peuvent entrer en contact les unes avec les autres, comme le souhaitaient les négociateurs russes, afin de permettre une forme de contagion révolutionnaire dans l'armée russe. Pour éviter que leurs propres soldats soient « contaminés », les Allemands limitent les contacts avec les Russes sur des points limités du front germano-russe, cette localisation des contacts autorisant une certaine surveillance des échanges entre soldats. 
Des pourparlers doivent s'ouvrir entre la Russie soviétique et les puissances centrales dès l'entrée en vigueur de l'armistice, pour définir les dispositions du futur traité de paix entre la république russe d'une part, le Reich et ses alliés de la quadruplice de l'autre. Les négociateurs des deux parties s'accordent sur le lieu où doivent se tenir les pourparlers de paix : le siège du commandement allemand du Front de l'Est, la citadelle de Brest-Litovsk. Le texte, signé le 5 décembre, entre en vigueur dix jours plus tard et ses dispositions sont valables durant deux mois à compter de son entrée en vigueur, le 15 décembre.

## Après le15 février1918
Initialement prévu pour une durée de deux mois, l'armistice n'est pas reconduit pour la période suivant le 15 février 1918. En effet, les négociateurs russes ont quitté les négociations devant l'inflation des exigences allemandes, empêchant la prolongation de l'armistice. 
Par ailleurs, l'indépendance ukrainienne et sa reconnaissance par les puissances centrales, qui signent avec elle un traité de paix le 9 février 1918 irritent les négociateurs bolcheviks qui mettent un terme aux négociations en vue de la conclusion de leur propre traité de paix. Les bolcheviks ne reconnaissent pas l'indépendance ukrainienne et l'Armée rouge part à la conquête de l'Ukraine, obligeant le Reich et la double monarchie à intervenir militairement dans le conflit civil russe. 
Le 13 février, à Bad Hombourg, les émissaires du Reich souhaitent s'assurer des gages territoriaux, politiques et économiques en Ukraine, Biélorussie, dans les pays baltes et en Finlande, afin de garantir la pérennité de la suspension d'armes. Le 15 février, l'expiration de la suspension d'armes, au vu de la durée d'armistice de deux mois, fournit au Reich le prétexte juridique de la reprise de l'avance austro-allemande en Russie qui ne rencontre pas de résistance, le général allemand Max Hoffmann la qualifiant de « promenade militaire en train et en auto ». 
Devant l'avance allemande et austro-hongroise en Ukraine et en Russie, les négociateurs bolcheviques doivent consentir aux exigences des puissances centrales, formulées dans l'ultimatum adressé au gouvernement russe le 21 février. Après accord de leur gouvernement, les négociateurs russes acceptent les termes du traité de Brest-Litovsk, qui est signé le 3 mars 1918.